# モウセンゴケ
モウセンゴケ（毛氈苔; 学名: Drosera rotundifolia L.）は、モウセンゴケ科モウセンゴケ属に分類される多年草の1種。種小名 rotundifolia〈円形葉の〉に由来するマルバモウセンゴケという別名でも称される。食虫植物の一種で、葉にある粘毛から粘液を分泌して虫を捕獲する。
リンネの『植物の種』(1753年) で記載された植物の一つである。

## 概要

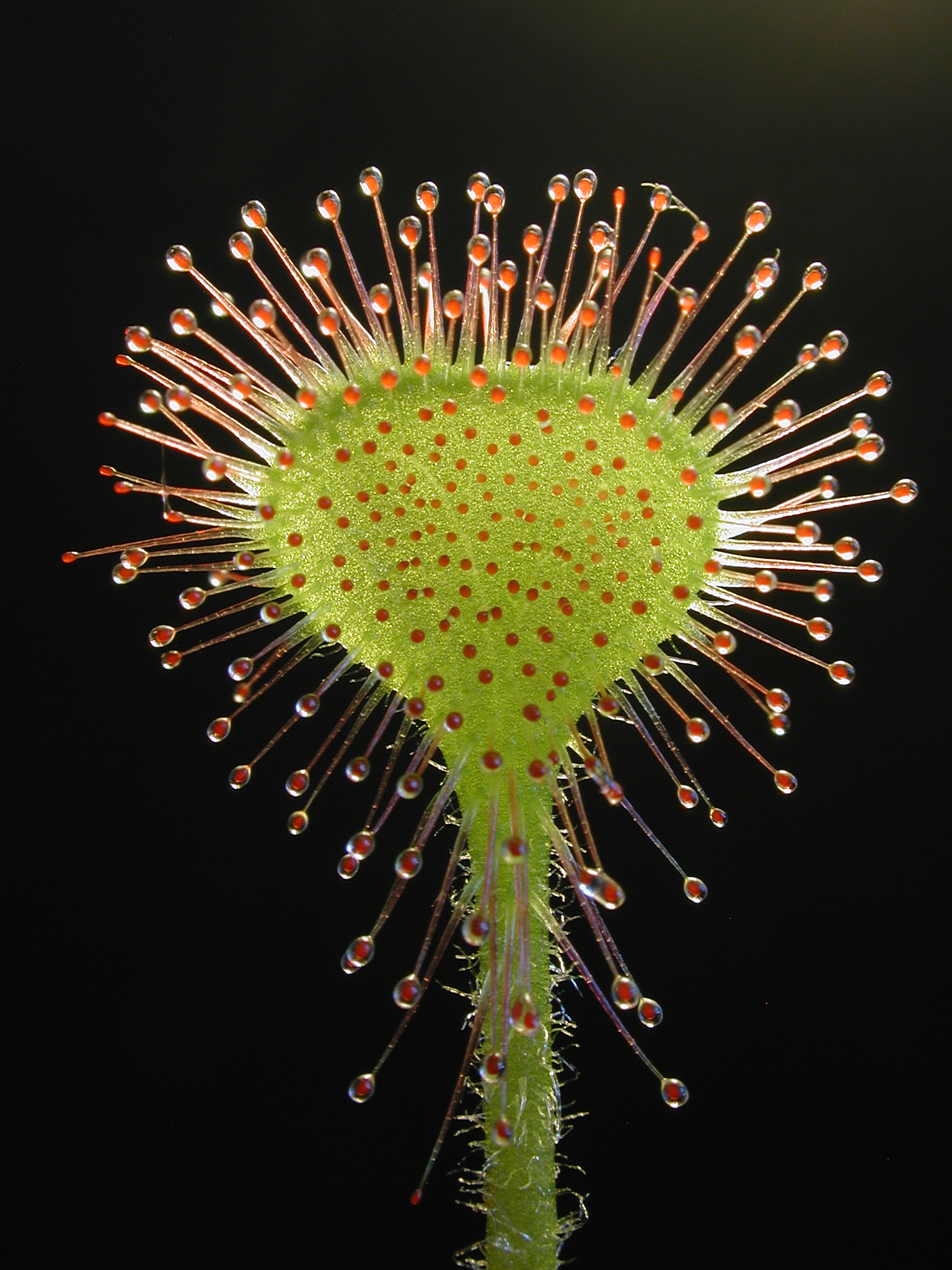
モウセンゴケの捕虫葉

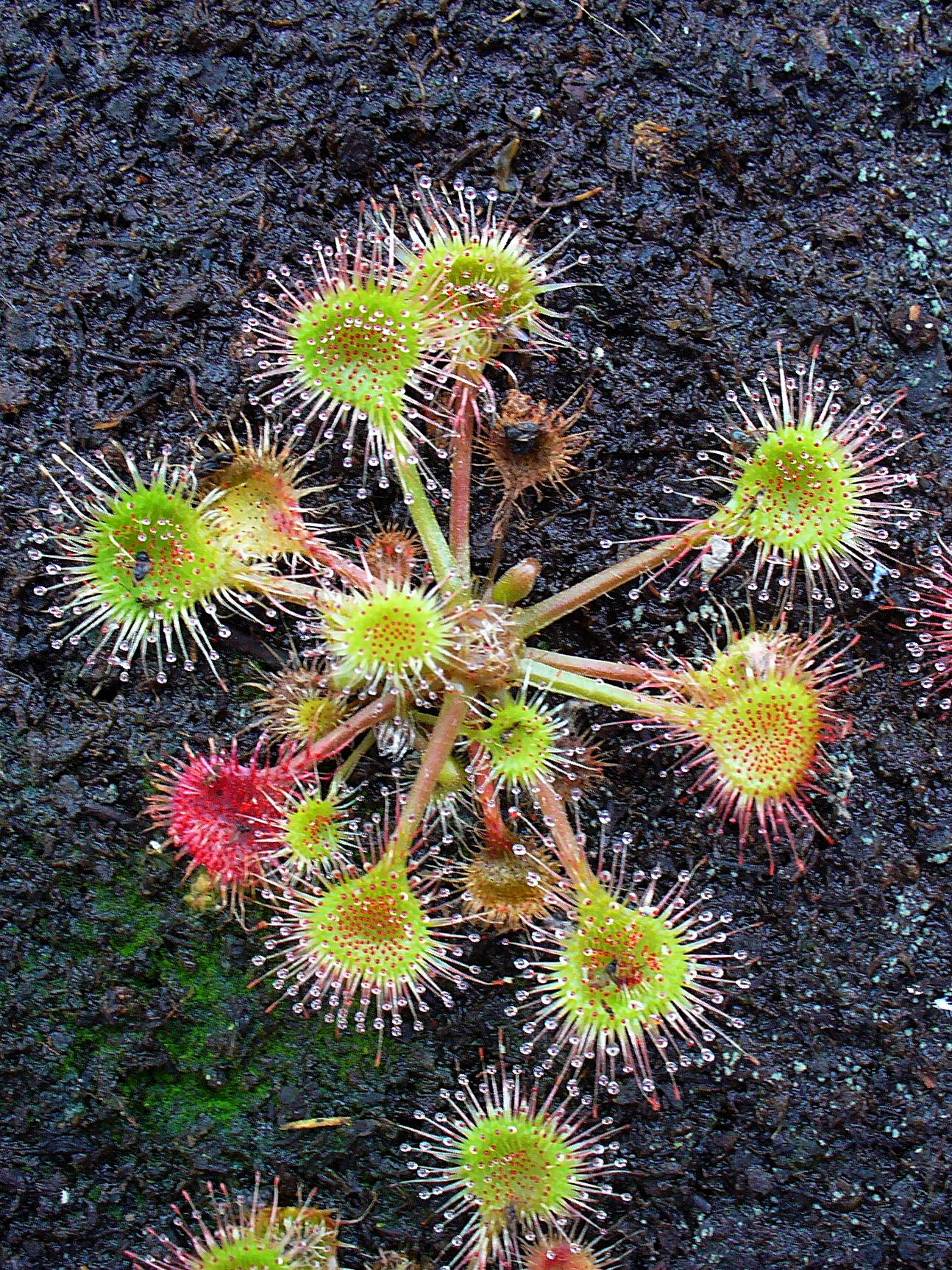
葉を放射状に出す特徴がある。

コケとあるが種子植物である。ミズゴケ類の育つような湿地に生育する、背の低い草で、茎はごく短く、地面から葉を放射状に出す。葉にははっきりした葉柄があり、葉身はほぼ円形で、一面に長い毛があり、その先端から甘い香りのする粘液を出す。これに釣られるなどしてやってきた虫がくっつくと、粘毛と葉がそれを包むように曲がる。ただしモウセンゴケの天敵であるモウセンゴケトリバの幼虫はモウセンゴケの粘液に耐性を持っているので逆に食べられてしまう。日当たりのよい場所に育つものでは、粘毛は赤く色づき、一面に生育している場所では毛氈を敷いたように見えることから、毛氈苔の名がある。
根はほとんど発達しない。冬になると、茎の先端に葉が丸まったような冬芽をつける。
モウセンゴケと同属の植物は世界中に多数の種があり、いずれも葉の表面に粘毛をつけ、それによって虫を捕らえる食虫植物である。モウセンゴケは、園芸植物として栽培されるほか、喘息を抑える薬として主にヨーロッパで伝統的に使われている。研究によりアレルギーを抑制する物質が含まれていることが判明している。

## 分布
北半球の高山・寒地に広く分布する。ミンダナオ島や南半球のニューギニアでも発見されている。日本では北海道から九州まで湿地帯に自生し、多数の都道府県にてレッドリストの絶滅危惧I類、絶滅危惧II類、準絶滅危惧種などに指定されている。
本種とナガバノモウセンゴケが共に生育している地域ではサジバモウセンゴケとよばれる中間的な形質の雑種を作る。また、トウカイコモウセンゴケは本種とコモウセンゴケとの雑種の染色体が倍化してできたものであると考えられている。6月から8月に花をつける。花は白やピンクの花びらが5枚。茎の中心から花柄を伸ばし、花柄は先端が渦巻のように丸まり、その巻きの外側に花をつけ、花が咲くにつれまっすぐになる。

## 近縁種
- ナガバノモウセンゴケ（長葉の毛氈苔　学名:Drosera anglica）
- サジバモウセンゴケ（匙葉毛氈苔　学名:Drosera X obovata）
- コモウセンゴケ（小毛氈苔　学名:Drosera spatulata）
- トウカイコモウセンゴケ（東海小毛氈苔　学名:Drosera tokaiensis）

### 特徴
- 類似のコモウセンゴケは、葉の葉柄がはっきり区別できず、次第に細くなって基部に続く。ミズゴケの生える湿地よりは、水気の強い岩場などに生え、長い根を伸ばす。冬芽を作らず、そのままの姿で冬を越す。またコモウセンゴケはより南の地方（本州の宮城県以南から南西諸島）に分布する。
- モウセンゴケと同様に根出葉を出して花柄だけが立ち上がるものには、日本では他にナガバノモウセンゴケ・コモウセンゴケ・トウカイコモウセンゴケがある。
- 茎が立ち上がって茎に沿って葉を出すものには、日本ではイシモチソウ・ナガバノイシモチソウがある。

## 関連画像

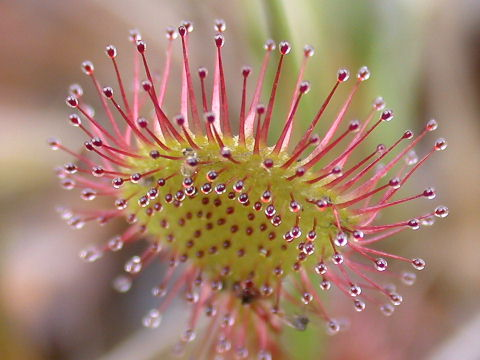
モウセンゴケの捕虫葉
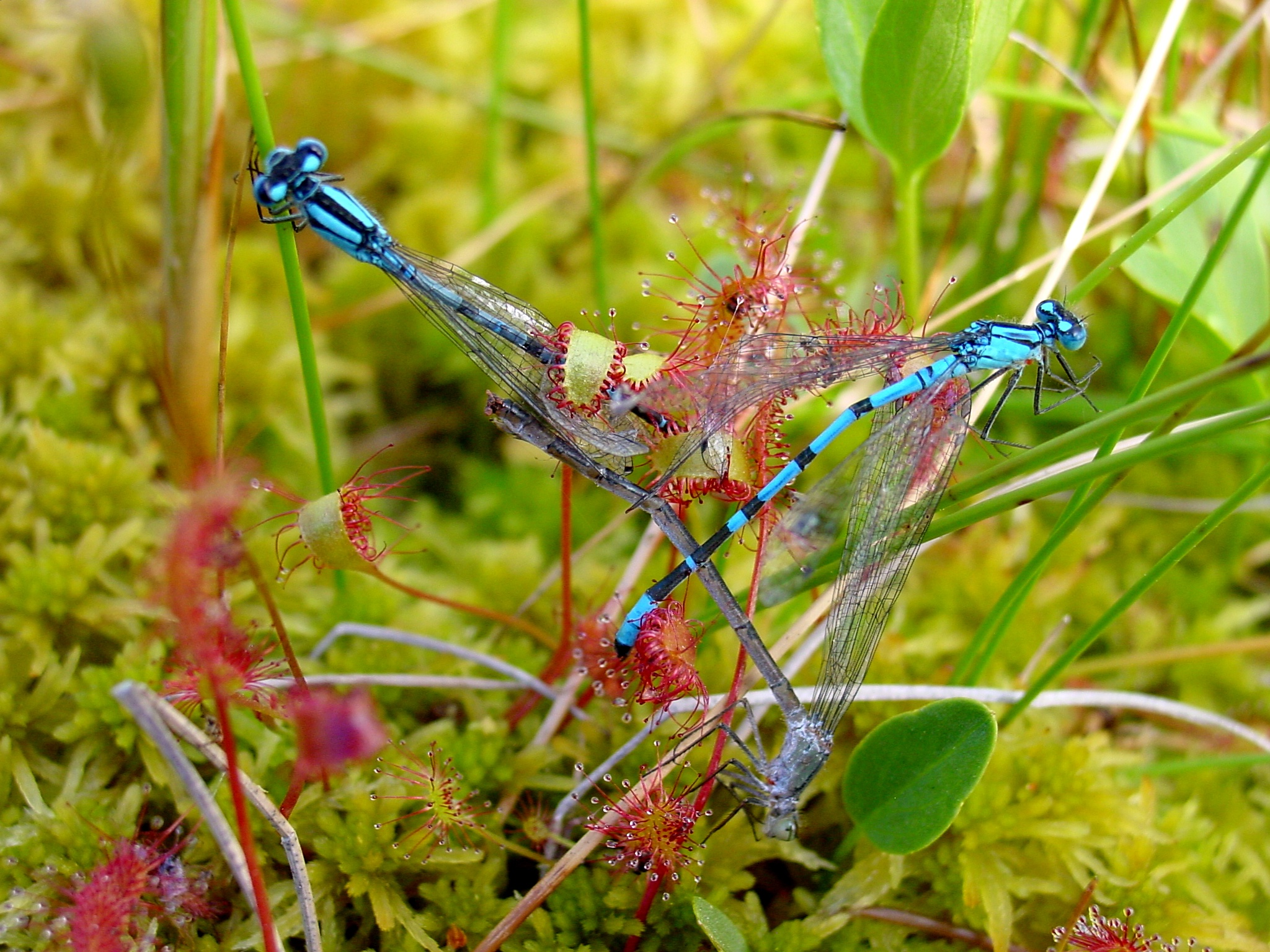
イトトンボを捕らえたナガバノモウセンゴケ
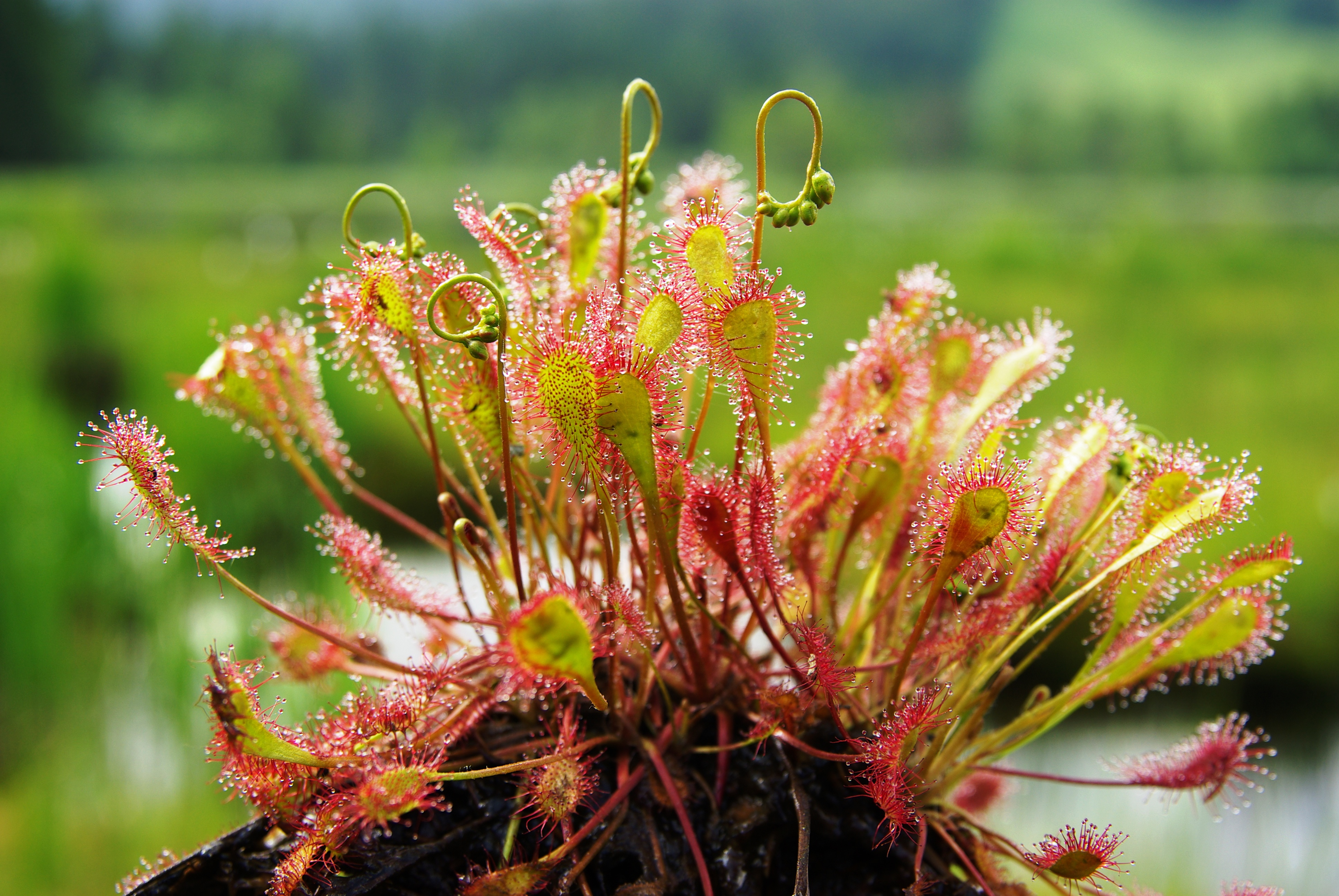
サジバモウセンゴケ
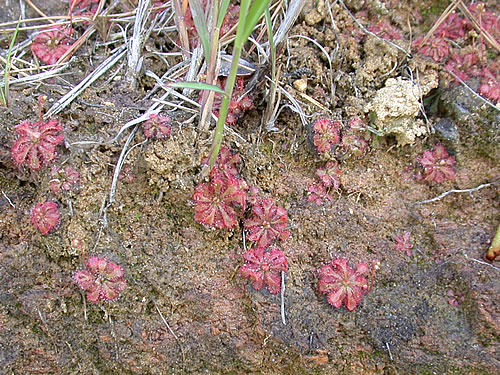
コモウセンゴケの群落
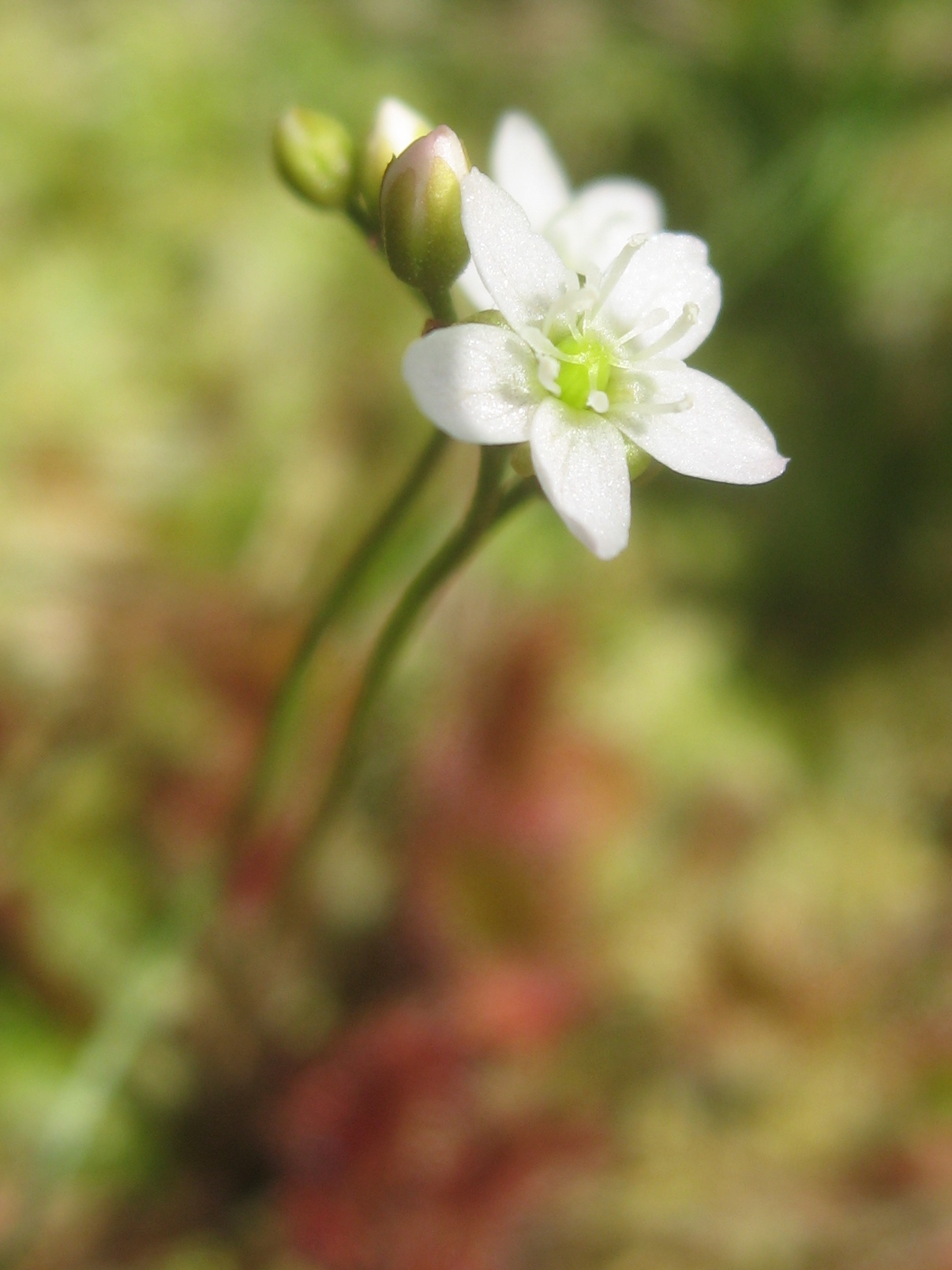
モウセンゴケの花
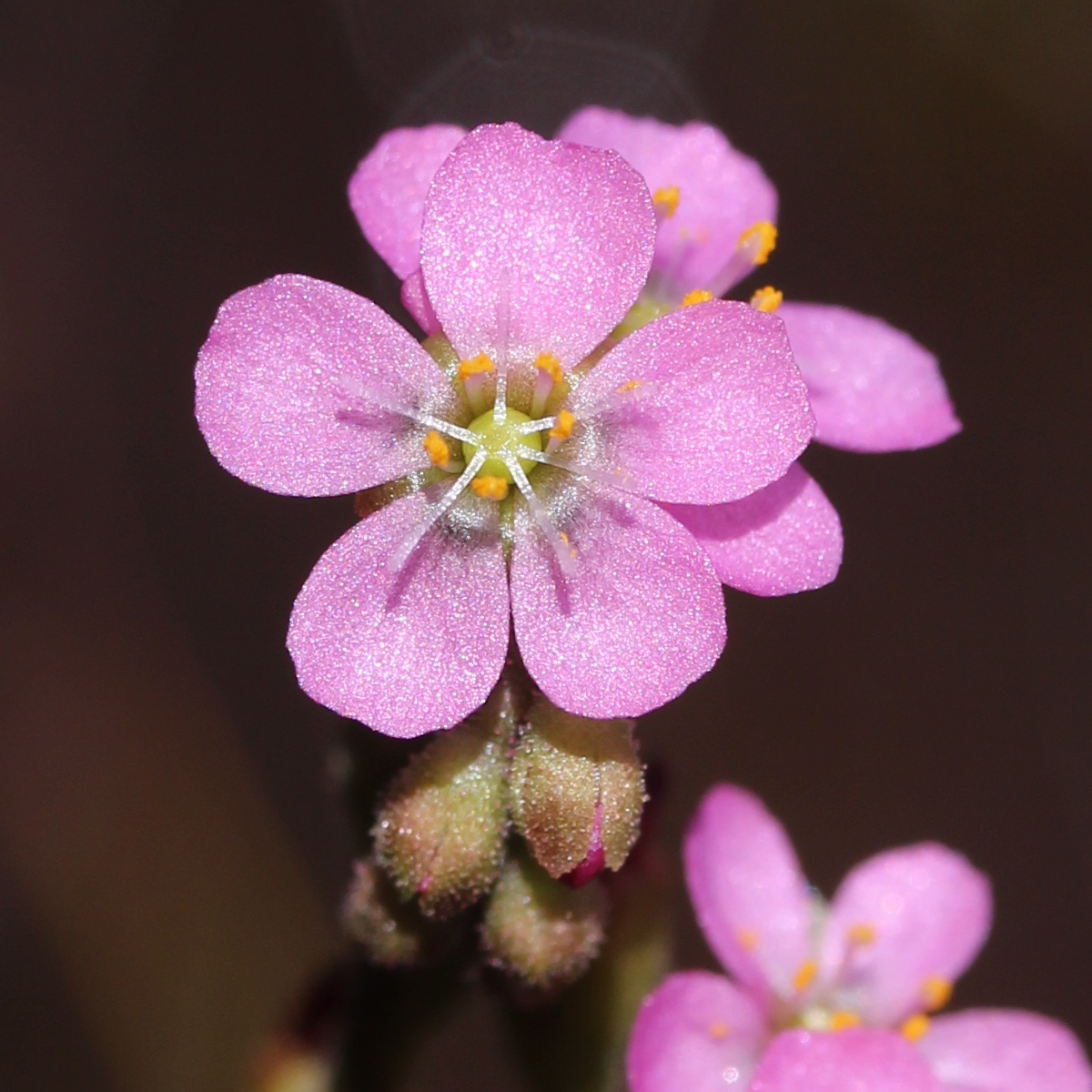
トウカイコモウセンゴケの花 （D. tokaiensis、葦毛湿原）
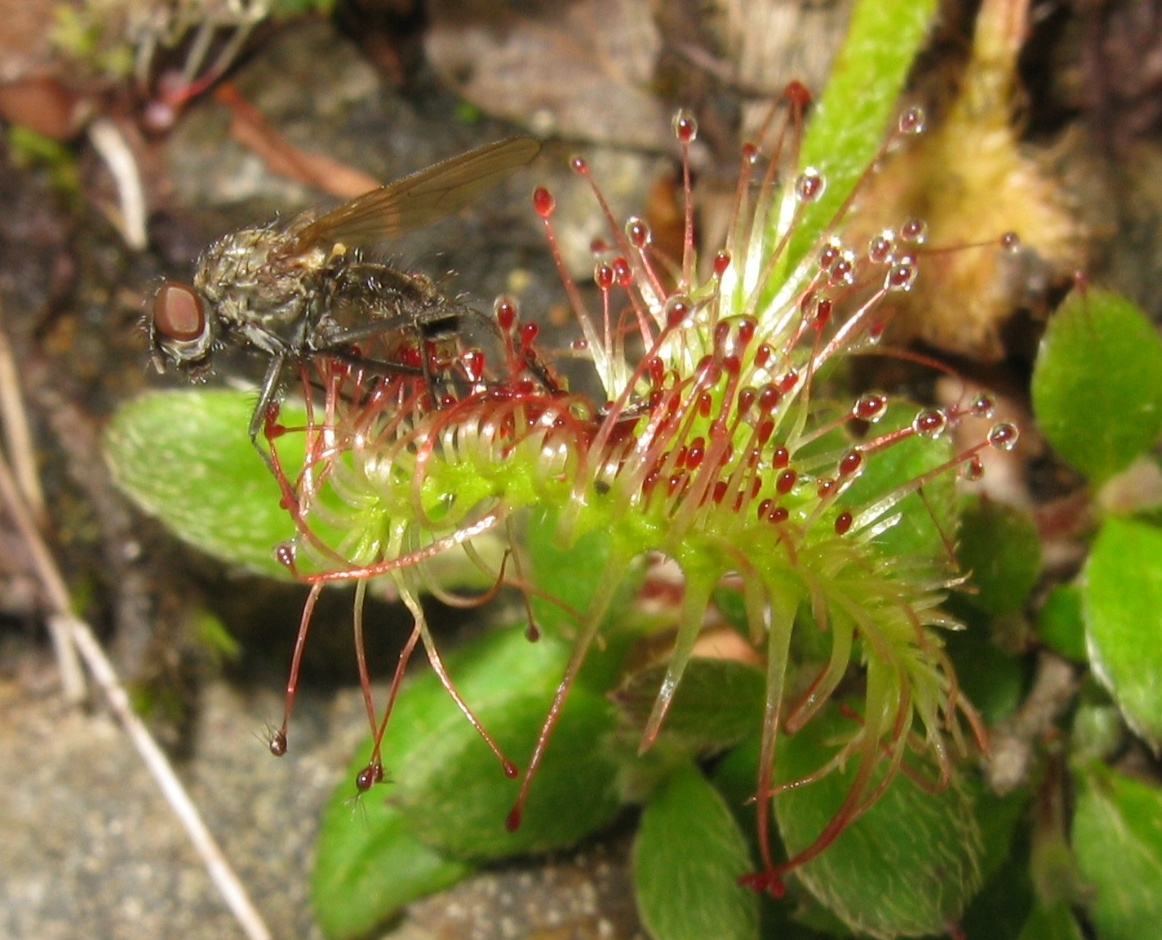
捕虫葉に捕まったばかりのハエ